# Marsilio Ficino
Marsilio Ficino (født 19. oktober 1433 i Figline Valdarno, død 1. oktober 1499 i Careggi ved Firenze) var en italiensk humanist og filosof, en af de mest kendte personligheder inden for renæssancehumanismen i Firenze.
Marsilio Ficino studerede oldgræsk under Manuel Chrysaloros, der stammede fra Konstantinopel. Som voksen blev Ficino leder af et uformelt "Platon-akademi" i Firenze – en kreds af hans elever uden institutionel ramme. Opfordret af Cosimo de' Medici oversatte han Platon fra græsk til latin (publiceret 1482), ligeså Hermetica – Corpus Hermeticum traditionelt tilskrevet den mytiske forfatter Hermes Trismegistos. Desuden en række skrifter af nyplatonisternes, for eksempel Iamblichus og Plotins Enneader, samt den hermetiske tænker Hermes Trismegistos Hermetica. Gennem disse oversættelser fik samtiden tilgang til tanker som gennem middelalderen havde været overset eller kun lidt kendt; Ficino regnes derfor til dem som lagde grundlaget for renæssancens stærke interesse for antikken.
Marsilio Ficinos hovedværk var hans traktat om sjælens udødelighed (Theologia Platonica de immortalitate animae). Hans entusiasme for astrologi gjorde at han kom på kant med kirken og måtte forsvare sig mod mistanker om magi.

## Skrifter
- Theologia Platonica de immortalitate animae ("Platons teologi om sjælens udødelighed").
- De vita libri tres ("Tre bøger om livet"), 1489
- De religione Christiana et fidei pietate ("Om Kristendommen og den fromme tro"), 1475–76
- In Epistolas Pauli commentaria, 1491.

## Skrifter på dansk
- Kommentar til Platons Symposion eller Om Eros. (2013) Oversat af Leo Catana. Museum Tusculanum Forlag. ISBN 978 87 635 3046 0